# Runaway Bride
Runaway Bride is een Amerikaanse speelfilm uit 1999 onder regie van Garry Marshall.

## Verhaal
Maggie Carpenter is een vrouw die meerdere malen haar verloofden bij het huwelijk aan hun lot heeft overgelaten. Een columnist, genaamd Ike, komt dit ter ore en schrijft een stuk over Maggie. Omdat dit stuk kwetsend is en er weinig onderzoek is gedaan, wordt hij ontslagen. Dan besluit hij een degelijk artikel te schrijven over Maggies volgende huwelijk, die hier niet zo tevreden mee is.

## Rolverdeling
| Acteur              | Personage           |
| ------------------- | ------------------- |
| Richard Gere        | Ike Graham          |
| Julia Roberts       | Maggie Carpenter    |
| Héctor Elizondo     | Fisher              |
| Joan Cusack         | Peggy Flemming      |
| Rita Wilson         | Ellie Graham        |
| Paul Dooley         | Walter Carpenter    |
| Christopher Meloni  | Bob Kelly           |
| Donal Logue         | Priester Brian      |
| Lisa Roberts Gillan | Elaine              |
| Kathleen Marshall   | Cindy               |
| Jean Schertler      | Maggies grootmoeder |
| Tom Hines           | Cory Flemming       |
| [[(Sandra Taylor]]  | model Shelby        |

## Trivia
- Roberts en Gere speelden al eerder samen in de film Pretty Woman. Die film was ook door Garry Marshall geregisseerd.